# Mr. Soul
Mr. Soul è un brano musicale scritto da Neil Young e pubblicato come singolo dal suo gruppo Buffalo Springfield nel 1967, estratto dal secondo album in studio Buffalo Springfield Again.

## Tracce
- 7"

1. Mr. Soul
2. Bluebird

## Formazione
- Stephen Stills - chitarra, cori
- Neil Young - chitarra, voce
- Richie Furay - chitarra, cori
- Dewey Martin - batteria
- Bruce Palmer - basso